# Stranje pri Velikem Gabru
Stranje pri Velikem Gabru je naselje v občini Trebnje.
Stranje pri Velikem Gabru so gručasta vasica, ki se razprostira na obeh straneh Temenice, oba dela pa povezuje zidani most čez Temenico, ki je tu nekdaj gnala mlin in ob večjih vodah poplavlja obrežno loko. Vaške njive se razprostirajo proti Žubini in Gornjim Praprečam. Spomladi leta 1941 se je tu naselila italijanska posadka, ki so jo partizani pogosto napadali in razdirali železnico v bližini. 28. 10. 1941 so Italijani ubili enega domačina, 5. 7. 1942 pa so mnogo ljudi odvedli v internacijo.